# Deutscher Alpenverein
El Deutscher Alpenverein (abreviado: DAV) es el club alpino alemán que fue fundado el 9 de mayo de 1869 en Munich donde tiene todavía su sede. Cuenta en la actualidad con 1 millón aproximadamente de miembros. Está organizado en 355 secciones autónomas.

## Albergues de montaña
- Freiburger Hütte

## Enlaces
- Wikimedia Commons alberga una categoría multimedia sobre Deutscher Alpenverein.
- Sitio web del Deutscher Alpenverein
- Sitio web de la Juventud del Deutschen Alpenverein (JDAV)

- Datos: Q513666
- Multimedia: Deutscher Alpenverein / Q513666